# 和亭
和亭（日語：わてい）是日本的連鎖日本料理及居酒屋，而第一家店舖在日本是由渡邊美樹開辦。主要有日式料理、日式小食等食品。

## 分店
- 分店設於上海、深圳、港澳地區、新加坡等地區

現時所有香港分店已經結業，香港業務剩下居食屋和民、饗和民及PASTAHOLIC。

## 圖片集

和亭標誌
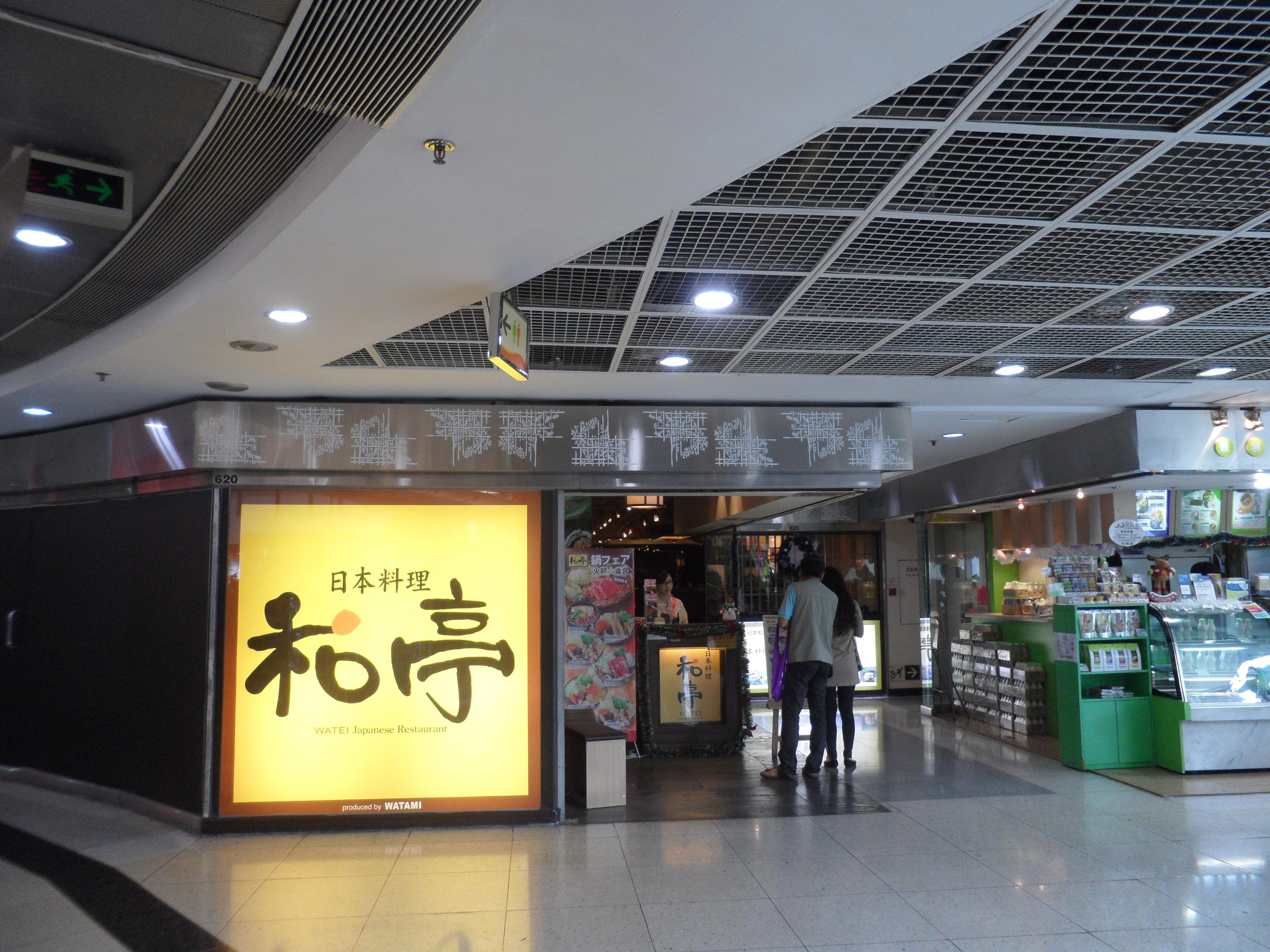
和亭日本料理-深水埗西九龍中心分店
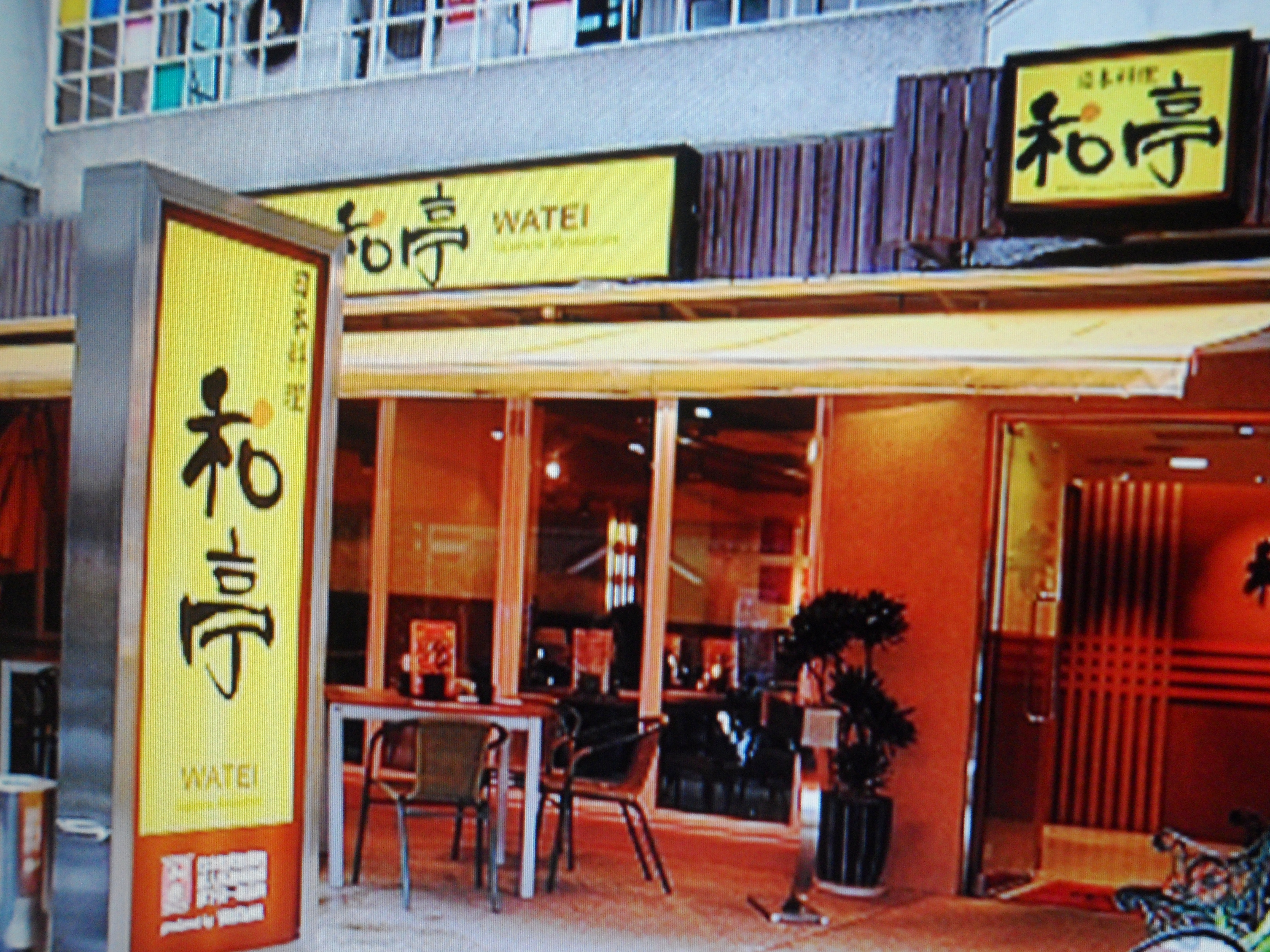
和亭日本料理-台北忠孝東路分店

## 外部連結
- 和亭日式料理 氣氛簡潔溫馨（页面存档备份，存于）
- 和民與和亭官方網站（页面存档备份，存于）
- 和民與和亭youtube片段